# Zodarion atriceps
Zodarion atriceps är en spindelart som först beskrevs av O. Pickard-Cambridge 1872.  Zodarion atriceps ingår i släktet Zodarion och familjen Zodariidae.
Artens utbredningsområde är Libanon. Inga underarter finns listade i Catalogue of Life.